# Балцан, Иосиф Львович
Ио́сиф Льво́вич Балца́н (рум. Iosif Balţan; 25 декабря 1923, Кишинёв — 18 сентября 1975, там же) — молдавский советский поэт.

## Биография

### Происхождение
Родился в Кишинёве (тогда в составе румынской провинции Бессарабия) в литературной семье.
- Основателем династии был дед поэта Шмил Олтерович Балцан — состоятельный коммерсант из Леово, а впоследствии Калараша, с обстрела дома которого на углу Армянской и Киевской улиц в районе Армянская ограда в центре города 20 октября 1905 года начался печально известный второй кишинёвский еврейский погром; погиб в гетто Транснистрии. Его родной брат — Яков Балцан (англ. Jacob Alter Baltzan, 1873—1939) в 1904 году поселился в Эдмонтоне, где занимался общественной деятельностью и стал основателем канадской ветви семьи Балцан: его сын — канадский врач, организатор здравоохранения и учёный-медик Дейвид Мортимер Балцан (англ. David Mortimer Baltzan, 1897—1983); внук — Марк (Марсель Алтер) Балцан (Marc Baltzan, 1929—2005) — известный канадский нефролог.[2][3]

- Отец будущего поэта — Лейб Самуилович Балцан (1891—1942) был активистом сионистского движения в Бессарабии в 1920—30-е годы, лексикограф, составитель первого иврит-идиш-румынского словаря (совместно с Г. Вургафтом, издательство «Техник», Кишинёв, 1937).

- Дядя поэта — Бенцион Самуилович Балцан (1885—1941) — погибший в гетто Транснистрии кишинёвский литератор, исследователь древнееврейской литературы; писал на иврите (его сын, двоюродный брат Иосифа Балцана — Хаим Балцан — израильский лексикограф, журналист и общественный деятель; внучка — пианистка Астрит Балцан, ивр., род. 1956).[4][5]

### Творческий путь
Иосиф Балцан окончил румынскую гимназию в Кишинёве, высшие литературные курсы при Союзе Писателей СССР (1956) и Литературный институт имени А. М. Горького (1958) в Москве. Участник Великой Отечественной войны. Работал в аппарате Союза Писателей Молдавской ССР, был заместителем главного редактора литературного журнала «Нистру» (Днестр — орган Союза Писателей Молдавии) и еженедельника «Култура Молдовей» (Культура Молдавии), заведующим сценарным отделом киностудии «Молдова-филм».
Первый сборник стихотворений «Ла стража веций» (На страже жизни) вышел в Кишинёве в 1949 году. За ним последовали сборники «Поезий» (Стихотворения, 1952), «Дин юрешул анилор» (Штурм лет, 1959), «Патру суте де привигетор» (Четыреста соловьёв, 1963), «Нопьц де веге» (Ночь бдений, 1971), «Лик мгновенья» (1973).
Посмертно вышли книги поэтических переводов Иосифа Балцана из русской, литовской, польской и др. поэзии «Чер ши глие» (Небо и земля, 1977), сборники «Лирикэ» (Лирика, 1980) и «Чирешар» (1980). Переводил также на молдавский язык классическую западноевропейскую и американскую прозу: «Последний предел» (Ultima graniţă) Иоганна Фауста (1954); «Айвенго» (Ivanhoe) Вальтера Скотта (1957); «Американскую трагедию» Теодора Драйзера (1957); «Рольф в лесах» (Rolf şi Cuoneb) Эрнеста Сетон-Томпсона (1961); сборник стихотворений Владислава Броневского Culegere de povestiri (1971). Писал публицистику и литературно-критические эссе.
Иосиф Балцан умер в 1975 году, похоронен на Центральном (Армянском) кладбище в Кишинёве. Надгробный бюст на могиле поэта выполнил молдавский скульптор Лазарь Дубиновский.
Балцан известен прежде всего как лирический поэт, один из самых любимых молдавских поэтов своего поколения. Среди переводчиков поэзии И. Балцана на русский язык — Р. Д. Моран.

### Семья
- Жена — Гиза Абрамовна Рольшуд, выпускница женской гимназии «Домница Руксанда» в Сороках.[6]
  - Сын — Лев (Леонид) Иосифович Балцан — журналист, издатель, редактор кишинёвской газеты «Наш голос», до 2005 года главный редактор крупнейшей русскоязычной израильской газеты «Вести»; автор нескольких сборников юмористической прозы.

## Книги на русском языке
- Стихи, Шкоала советикэ: Кишинёв, 1955.
- Стихотворения, Советский писатель: Москва, 1959.
- Антология молдавской поэзии, составитель И. Л. Балцан, Гослитиздат: Москва, 1960.
- Четыреста соловьёв (стихи), Картя молдовеняскэ: Кишинёв, 1962.
- Раздумья (стихи), Картя молдовеняскэ: Кишинёв, 1968.
- Лик мгновения (стихи), Советский писатель: Москва, 1980.
- Все краски (стихи), Литература артистикэ: Кишинёв, 1981.
- Возвышенной любовью (очерки, публицистика, путевые записки), Литература артистикэ: Кишинёв, 1987.

## Книги на молдавском языке
- Поезий. Кишинёв, 1952.
- Дин юрешул анилор. Кишинёв, 1959.
- Зиле ши друмурь: рефлекции, репортаже, евокэрь (проза). Кишинёв, 1961.
- Патру суте де привигеторь. Кишинёв: Картя молдовеняскэ, 1965.
- Де ворбэ ку драгостя. Кишинёв: Картя молдовеняскэ, 1965.
- Сэлэшлуинцеле фрумосулуй (проза), Картя молдовеняскэ: Кишинёв, 1975.
- Чер ши глие: традучерь (небо и земля: переводы), Литература артистикэ: Кишинёв, 1977.
- Лирикэ (лирика), Литература артистикэ: Кишинёв, 1980.
- Чирешар (вишнёвый сад), Литература артистикэ: Кишинёв, 1980.